# Granma (jachta)

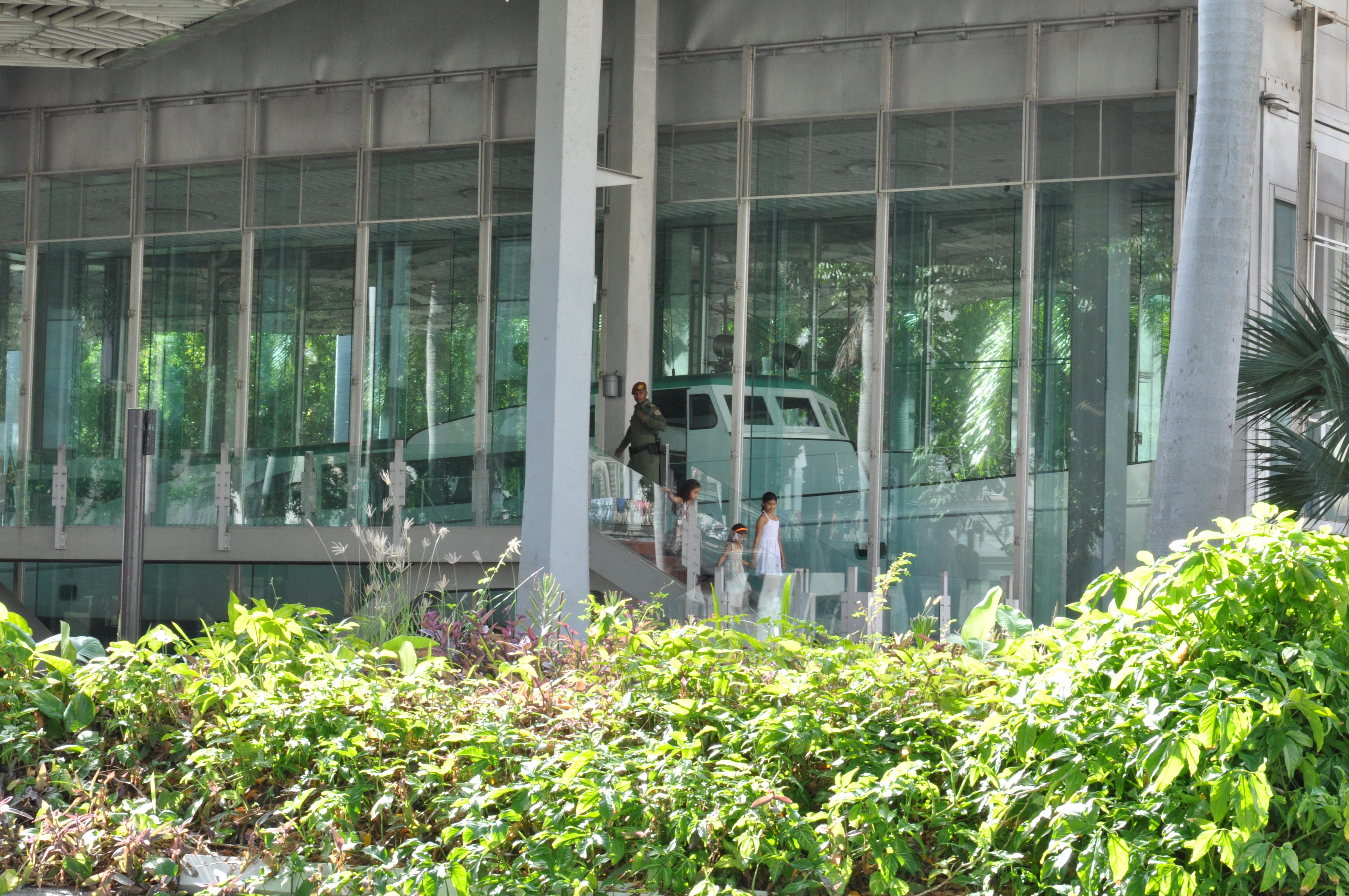
Jachta "Granma" v havanském "Muzeum Revoluce"

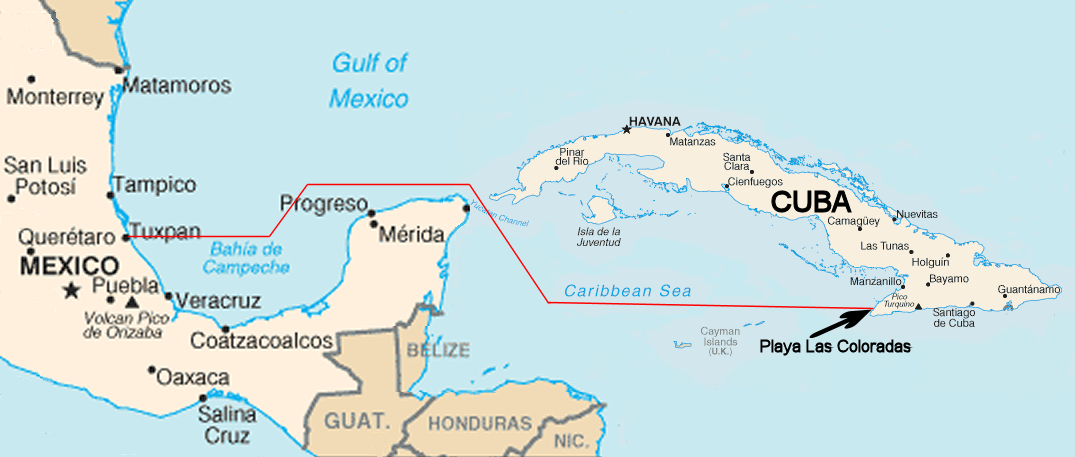
Cesta lodi z Tuxpanu (Mexiko) až do Las Coloradas

Granma (slangově z anglického grandmother – babička) je motorová jachta, s níž se 2. prosince 1956 skupina 82 Kubánců vedených Fidelem Castrem, Raúlem Castrem, Camilem Cienfuegosem a Che Guevarou tajně vylodila na území jihovýchodní Kuby s cílem připravit povstání.
Později po ní byl pojmenován i deník tamní komunistické strany (obdoba Rudého práva v ČSSR).
Jachta byla postavena v roce 1943, její délka byla 19,2 m, šířka 4,6 m. Poháněna byla dvěma dieselovými motory General Electric.